# 山口高等学校 (旧制)
| 山口高等学校（山高） | 山口高等学校（山高）                                            |
| 旧旧山高             | 旧旧山高                                                        |
| -------------------- | --------------------------------------------------------------- |
| 創立                 | 1886年（明治19年)                                               |
| 所在地               | 山口県吉敷郡山口町 （現・山口市亀山地区）                       |
| 初代校長             | 河内信朝                                                        |
| 廃止                 | 1906年 （1905年、山口高商に転換）                               |
| 後身校               | 山口大学経済学部                                                |
| 代表的寮歌           | 『花なき山の』（鳳陽寮歌）                                      |
| 同窓会               | （鳳陽会）                                                      |
| 再興（旧制）山高     |                                                                 |
| 創立                 | 1919年（大正8年）                                               |
| 所在地               | 山口県吉敷郡山口町 （現・山口市糸米地区）                       |
| 初代校長             | 新保寅次                                                        |
| 廃止                 | 1950年 （1949年、山口大学に包括）                               |
| 後身校               | 山口大学文理学部 →人文学部・理学部 （1978年に、分離改組・設置） |
| 代表的寮歌           | 『柳桜をこきまぜて』 （鴻南に寄する歌）                         |
| 同窓会               | （鴻南会） →（鴻文会）・（鴻理会）                              |

旧制山口高等学校（きゅうせいやまぐちこうとうがっこう）は、山口県吉敷郡山口町（現山口市）に設立された官立旧制高等学校。
1886年（明治19年）11月に、第一（東京）、第三（大阪、後に京都へ移転）に次ぐ全国3番目の高等中学校（後に高等学校）として山口市亀山地区に設立されたものと、1919年（大正8年）に山口市糸米地区に設立されたものがある。略称はともに「山高」（やまこう）であり、特に区別する場合は前者を「旧旧山高」、後者を「再興（旧制）山高」と称する。

## 概要

### 旧旧山高
- 1886年（明治19年）公布の中学校令に基づき、第一高等中学校（東京）、第三高等中学校（大阪、後に京都へ移転）に次ぐ全国3番目の高等中学校として（明治19年）11月山口高等中学校（後に高等学校）が設立。全国で7校設置された高等中学校の一つであり、1887年（明治20年）12月設立鹿児島高等中学造士館と並んでナンバースクールでない特例的存在であった（1894年（明治27年）「高等学校令」公布により従来の「高等中学校」を「高等学校」と改称）。藩校（明倫館）からの流れをくむ学校であり、設立の背景には地元出身者・子弟を高等中学校から帝国大学へ進学させることにより官界・政界へ人材を送り影響力を保持しようとした藩閥勢力の意向があったとされる。
- 修業年限3年の本科（高等科）および修業年限3年の予科（尋常科）を設置し、さらに山口・萩・豊浦・徳山・岩国の旧藩校を基礎とした5つの中学校（4年制）を「予備門五学校」とした。このような事情により学生のほとんどは地元の山口県出身者によって占められた。
- 旧藩主（毛利元徳）を会長とし地元有力者を中心とする防長教育会が経費を負担していたが、高校の入学者選抜制度が各校独自の選抜から全国共通選抜に変わり他府県出身者が増加したため運営を全面的に国へ移管した。
- さらに1905年、実学教育の拡充を図っていた文部省により、旧旧山高は山口高等商業学校へ転換され、松本源太郎山口高等学校第4代校長は、そのまま山口高等商業学校初代校長に就任した。また、旧旧山高の校舎、亀山校地のほか、寄宿舎および寮歌「花なき山の」も山口高商に継承され、寄宿舎は山口高商時代に「鳳陽寮」と命名された。
- 高商転換後の大学（旧制大学）昇格運動については山口高等商業学校を参照のこと。
- 第七高等学校造士館 (旧制)とともに旧藩の肝いりで創立された国立学校である。

### 再興山高
- 大正期、改正高等学校令に基づき設立された官立高等学校の一つで、設立に際しては旧旧山高と同様、旧藩主である毛利家からの寄附が大きな役割を果たした。
- 文科・理科よりなる修業年限3年の高等科を設置した。山口県出身の学生の占める率は高く、卒業生の進学先は東京・京都・九州各帝大の順だった。
- 学生帽の白線は3条である[1]。
- 第二次世界大戦後の学制改革にともない新制山口大学の前身校の一つとなり、文理学部の構成母体となった。
- 後身校の山口大学文理学部が1978年に分離改組し、人文学部と理学部に分かれた時、同窓会として「鴻文会」（こうぶんかい）と「鴻理会」（こうりかい）が結成される。
- 再興山高の卒業生により同窓会として「鴻南会」（こうなんかい）が結成されているが、その名は寄宿舎である「鴻南寮」にちなむものである。

## 沿革

### 前身諸校
- 1815年：上田鳳陽、私塾山口講堂開設。
- 1845年：山口講習堂と改称。
- 1863年：藩校　山口明倫館と改称。
- 1870年：山口明倫館を県立山口中学校と改称。高等・尋常の両中等科設置。

### 「旧旧山高」時代
- 1886年11月 - 第一高等中学校（東京）、第三高等中学校（大阪、後に京都へ移転）に次ぐ全国3番目の高等中学校として県立山口中学校を改組し官立山口高等中学校を設立。
- 1893年11月 - 寄宿舎騒動。校長免職、退学114名（のち全員復学）。
  - 夏目漱石『坊つちやん』の「バッタ騒動」のヒントになったという説がある[2]。
- 1894年9月 - 明治27年9月27日文部省告示第八号（山口高等中学校ヲ高等学校ニ改ム）により山口高等学校と改称。
  - 従前の本科を基礎に専門学部を置かず大学予科のみを設置。
- 1901年 - 予科（尋常中等科）生を山口県立山口中学校に編入。
- 1905年5月 - 明治38年2月25日勅令第40号(山口高等学校ヲ山口高等商業学校ト改称スルノ件)により、高等商業学校に転換。
  - 残留の生徒は1907年7月の卒業まで併設された大学予科に編入。
- 1906年 - 山口高等学校廃校。

### 「再興山高」時代
- 1919年4月 - 大正8年4月16日文部省令第13号(新潟、松本、山口、松山各高等学校設置授業開始)により、 山口高等学校設立。
- 1934年10月 - 11月：教授人事を発端とする紛争。校長辞任、無期停学12名。
- 1936年10月29日 - 高校本館（建坪約600坪）が不審火により全焼[3]。
- 1940年 - 全国高等学校野球大会で優勝。
- 1948年12月 - 1949年1月：大学法反対のスト。放校7名、諭旨退学3名。
- 1949年5月 - 新制山口大学発足により包括される。
- 1950年3月 - 廃校。

## 歴代校長

### 山口高等中学校
- 初代 河内信朝（1883年8月 - 1893年12月18日）：後に東京高等師範学校（現筑波大学）校長（後任は嘉納治五郎）を経て（旧旧）山高校長に復帰
- 2代　岡田良平（1893年12月18日 - 1894年1月）
  - （心得 1893年12月18日 - 1894年1月8日）
  - 　岡田校長は（旧旧）山口高等学校初代校長へ

### （旧旧）山口高等学校
- 初代　岡田良平（1894年1月29日 - 1896年4月28日）：後に京都帝国大学総長、文部大臣
- 2代 北条時敬（1896年4月29日 - 1898年2月4日、心得：1896年4月29日 - 6月8日）：後に東北帝国大学総長、学習院長

（心得）土井助三郎（1898年2月4日 - 2月15日）
- 3代 河内信朝（1898年2月15日 - 1900年3月）
- 4代 松本源太郎（1900年3月7日 - 1905年4月）
  - 　松本校長は山口高等商業学校初代校長へ（1905年4月 - 1907年11月）。後に東京女子高師（現お茶の水女子大学)校長

### （再興）山口高等学校
- 新保寅次（1919年 - 1929年）
- 岩田博蔵（1929年 - 1935年）
- 中山文雄（1935年 - 1938年）
- 安斎宏索（1938年 - 1940年）
- 藤本万治（1940年 - 1943年4月1日[4]）:東京第一師範学校へ転任
- 山本与吉（1943年4月1日[4] - 1945年）
- 長崎太郎（1945年 - 1949年）
- 松山基範（1949年）
- 山尾政治（1949年 - 1950年）

## 校地の変遷と継承
- 旧旧山高の校地は、1861年（文久元年）以来山口講堂・山口明倫館が所在していた亀山東麓（現山口市亀山地区）の亀山校地を継承、山口高商への転換に当たり同校の校地として継承された（亀山校地の現状については山口高等商業学校#校地の変遷と継承を参照のこと）。
- 再興山高の校地は山口県吉敷郡山口町の鴻ノ峰南麓に設置され「鴻南」と命名（糸米校地）、1929年には市制が施行され住所表示が山口市に変更された。戦災に遭うこともなく新制山口大学文理学部の校地として継承されたが、1954年新制山口高校と校地を交換、市内後河原地区に移転した（その後吉田地区に統合移転）。現在も新制山高の校地として使用されている旧校地には、旧制時代の校門や講堂（国の登録有形文化財に登録）などが保存され、いくつかのモニュメントが建立されている。

## 著名な出身者(五十音)

### 旧旧山高時代

#### 文化・学術
- 青木健作-国文学者、小説家、俳人。法政大学教授。
- 阿部宗孝 - 教育者
- 小川五郎 - 教育者。防長史談会を組織し、考古学と郷土史研究に貢献した。
- 河上肇 - 経済学者
- 河田嗣郎 - 経済学者、大阪商科大学初代学長
- 作田荘一 - 国民主義経済学者、山口高商教授、京都帝大教授、満州建国大学副総長。社会学者作田啓一の父。
- 登張竹風 - 本名：信一郎、日本初の独和大辞典刊行、母校山口高校教授を経て旧制二高教授、独文学者登張正実の厳父
- 二木謙三 - 伝染病学者、文化勲章受章
- 西晋一郎 - 哲学、倫理学者。
- 片山正雄 - 師の登張辞典に続く双解独和大辞典の著者、旧制二高教授を経て旧制三高教授
- 藤井哲 - 工学者、九州大学名誉教授、元日本伝熱学会会長、元日本熱物性学会会長
- 三宅宗悦 - 医師、人類学者。
- 横山健堂 - 名は達三。評論家。明治29年7月卒[5]。
- 渡辺世祐 - 中世史家、文部省史料館評議員、地方史研究協議会会長、明治大学文学部長

#### 政官界
- 湯浅倉平 - 内大臣、内務次官、朝鮮総督府政務総監
- 上山満之進 - 台湾総督、農商務次官
- 岩田宙造 - 司法大臣
- 江木翼 - 司法大臣、鉄道大臣
- 島田俊雄 - 農林大臣、農商務大臣、衆議院議長
- 鈴木文治 - 衆議院議員、友愛会設立者
- 清瀬一郎 - 弁護士、衆議院議員 / 東京裁判参照
- 牧野良三 - 法務大臣
- 林博太郎 - 第13代南満州鉄道総裁
- 横田郷助 - 南洋庁長官、内務官僚
- 阿部寿準 - 初代農林次官、内務官僚。帝国海上火災社長
- 入江貫一 - 帝室会計審査局長官、満州国宮内府次長
- 堀内謙介 - 駐米大使、駐中国大使

#### 経済界
- 鮎川義介 - 日産コンツェルン総帥
- 松崎壽三 - 初代日本水産社長、農商務省出身
- 伊藤文吉 - 日本鉱業社長、農商務省出身
- 吉田真一 - 住友信託会長

### 再興山高時代

#### スポーツ
- 田島直人 - 陸上競技選手 / ベルリンオリンピック金メダリスト
- 竹腰重丸 - 日本サッカー協会理事長、サッカー殿堂
- 中村良夫 - ホンダF1初代監督、本田技研工業常務取締役

#### 文化・学術
- 青木啓治 - 英文学者。京都大学名誉教授
- 安部英 - 医師。元帝京大学副学長
- 荒正人 - 文芸評論家
- 植村清二 ‐ 東洋史学者。新潟大学名誉教授
- 荻野恒一 ‐ 精神医学者
- 大隅芳雄 ‐ 鉱山学者、九州大学名誉教授
- 岡田瑛 - 生物学者、神戸海星女子学院大学名誉教授。戦後女子学生に門戸が開かれ、その際に入学した一人。
- 辛島驍 - 中国文学研究者。京城帝国大学支那語学、支那文学講座を担当。
- 木村陽二郎 ‐ 植物学者、東京大学名誉教授
- 国広哲弥 ‐ 言語学者、東京大学名誉教授
- 窪田隼人 ‐ 法学者、立命館大学名誉教授
- 高村忠也 - 海運経済学者。神戸大学名誉教授・元経営学部長
- 武野秀樹 ‐ 経済学者、九州大学名誉教授
- 是永純弘 - 統計学者
- 見坊豪紀 - 日本語学者
- 白根孝之 ‐ 教育学者
- 鈴木鴻一郎 - 経済学者
- 佐々木基一 - 文芸評論家
- 佐々木誠治 - 海運経済学者。神戸大学名誉教授
- 田中晃 ‐ 哲学者、山口大学名誉教授
- 時岡隆 ‐ 動物学者、京都大学名誉教授
- 平田義正 - 元名古屋大学名誉教授、日本学士院会員、文化功労者、天然物有機化学
- 藤野博 - 口腔外科学者、九州大学名誉教授・初代歯学部長
- 町野碩夫 ‐ 産婦人科学者、元鹿児島大学長
- 松崎壽和 ‐ 東洋考古学者、広島大学名誉教授
- 南條範夫 - 小説家
- 丸山誠治 - 映画監督
- 三田村泰助 ‐ 東洋史学者、立命館大学名誉教授
- 森川宏映 - 第257世天台座主
- 水野弘元 ‐ 仏教学者、元駒澤大学総長
- 矢川徳光 - 教育学者
- 矢沢利彦 ‐ 東洋学者、埼玉大学名誉教授
- 山木戸克己 - 元神戸大学名誉教授、民事訴訟法学
- 楊井克己 ‐ 経済学者、東京大学名誉教授・元経済学部長
- 山田洋次 - 映画監督、学制改革により東京都立小山台高等学校へ
- 吉田五郎 ‐ 法学者、元八幡大学学長
- 和田琳熊 ‐ 神学者。同志社大学学長。

#### 政官界
- 赤間文三 - 法務大臣、大阪府知事、内務・商工出身
- 小澤太郎 - 山口県知事
- 佐野広 - 参議院議員（自由民主党）
- 江島淳 - 参議院議員（自由民主党）、国鉄出身
- 田中尭平 ‐ 衆議院議員（日本共産党）、弁護士
- 弘津恭輔 - 総理府総務副長官
- 吉武素二 - 気象庁長官
- 小川信雄 - 最高裁判所判事、弁護士
- 小澤太郎 - 山口県知事
- 平井龍 - 山口県知事
- 今川正彦 - 京都市長 / 古都保存協力税（いわゆる古都税）を導入
- 谷光次 ‐ 鳴門市長
- 長瀬英一 ‐ 香川県知事

#### 経済済界
- 繩田國武ー日本国有鉄道　副総裁
- 山本源左衛門 - 東京海上火災保険社長
- 武安千春 - 日本セメント社長
- 大部孫太夫 - 太陽生命保険社長
- 保田克己 - 住友林業社長
- 江木芳郎 - 東芝機械社長
- 板野学 - 国際電信電話社長
- 花村仁八郎 - 日本航空会長、経済団体連合会事務総長
- 伊藤三良 - セントラル硝子社長
- 山口興一 - 関西テレビ放送社長
- 渡辺誠毅 - 朝日新聞社社長
- 原野和夫 - 時事通信社社長、パシフィック・リーグ会長
- 多田公煕 - 中国電力社長

#### 他
- 三上章 - 1920年に首席入学したが校風が気にいらず退学、翌年に第三高等学校に入学した。

## 教員
- 小柳司気太(中国文学, 1899～)
- 小川五郎(講師)
- 速水滉(心理学)

## 関連書籍
- 秦郁彦 『旧制高校物語』 文春新書、2003年　ISBN 4166603558
- 『日本近現代史辞典』 東洋経済新報社、1978年

尾崎ムゲン作成「文部省管轄高等教育機関一覧」参照